# Incidente de Menemen
O Incidente de Menemen (em turco: Kubilay Olayı) refere-se a uma cadeia de incidentes que ocorreram em Menemen, um pequeno distrito na região do mar Egeu da Turquia, em 23 de dezembro de 1930. É comemorado todos os anos pelo estado e exército turco.
Em 23 de dezembro de 1930, Dervish Mehmed, uma sufista e auto-proclamado profeta, chegou em Menemen com seis seguidores em uma tentativa de incitar uma rebelião contra o governo secular e restabelecer a lei islâmica. Mehmed e seus apoiantes entusiastas dominaram completamente a guarnição do exército local e matou o comandante, Tenente Mustafa Fehmi Kubilay. A cabeça cortada de Kubilay foi colocada em um poste e desfilou pela cidade. O exército recuperou logo o controle, matando Mehmed e vários de seus seguidores.
A jovem república turca considerou o incidente uma grave ameaça contra a reforma secular. Após uma série de julgamentos, 37 pessoas foram condenadas à morte e enforcadas na praça do povoado, e vários outros foram enviados para a prisão. Em 1932, um monumento foi erguido em Menemen para comemorar o incidente.